# ProElite 2
ProElite 2: Big Guns（プロエリート・ツー：ビッグ・ガンズ）は、アメリカ合衆国の総合格闘技団体「ProElite」の大会の一つ。2011年11月5日、イリノイ州モリーンのiワイヤレス・センターで開催された。

## 大会概要
本大会では元UFC世界ヘビー級王者のティム・シルビア、アンドレイ・アルロフスキーが出場した。

## 試合結果
| 試合                 | 階級                                | 勝者                       | 敗者                         | 試合結果                         |
| -------------------- | ----------------------------------- | -------------------------- | ---------------------------- | -------------------------------- |
| プレリミナリーカード |                                     |                            |                              |                                  |
| 1                    | ヘビー級トーナメント リザーブマッチ | トッド・モナハン           | リチャード・マククロウ       | 1R 0:29 リアネイキドチョーク     |
| 2                    | ライト級                            | ウェイロン・ロウ           | フロイド・ホッジ             | 2R終了時 TKO（ドクターストップ） |
| メインカード         |                                     |                            |                              |                                  |
| 3                    | ヘビー級トーナメント 1回戦          | リチャード・オドムス       | ロドリー・ハウズリー         | 3R終了 判定3-0                   |
| 4                    | ヘビー級トーナメント 1回戦          | コーディ・グリフィン       | ジャスティン・ライリー       | 3R 0:32 TKO（パンチ連打）        |
| 5                    | ヘビー級トーナメント 1回戦          | ジェイク・ヒューン         | エド・カーペンター           | 1R 3:17 TKO（パンチ連打）        |
| 6                    | ヘビー級トーナメント 1回戦          | ライアン・マルチネス       | マーク・エリス               | 3R終了 判定3-0                   |
| 7                    | ウェルター級                        | エヴァン・カッツ           | リーガン・ペン               | 3R終了 判定3-0                   |
| 8                    | ヘビー級                            | アンドレイ・アルロフスキー | トラビス・フルトン           | 3R 4:59 KO（左ハイキック）       |
| 9                    | ヘビー級                            | ティム・シルビア           | アンドレアス・クラニオタキス | 3R終了 判定3-0                   |